# Ay mamá
«Ay mamá» es una canción de la cantautora española Rigoberta Bandini. La canción se estrenó de forma independiente el 23 de diciembre de 2021 como candidata a representar a España en la edición de 2022 del Festival de Eurovisión en el Benidorm Fest. La canción fue una de las favoritas del público, quedando en segundo lugar, sólo por detrás de «SloMo» de Chanel.
Según Bandini, la canción es un "grito feminista", creado para "rendir homenaje a las madres y a todas las mujeres". En una entrevista con RTVE, dijo que "me gusta mucho escribir y para mí las letras son importantes. En este caso, además de hablar de la fuerza de la feminidad, en este caso de las madres, es una canción que me hace gracia”, al mismo tiempo que genera críticas hacia el hecho de que el cuerpo de la mujer esté constantemente “en el ojo público”.

## Benidorm Fest
La canción estuvo entre las 14 candidatas seleccionadas por RTVE para representar a España en el Festival de Eurovisión 2022. La canción ocupó el primer lugar en su semifinal, y recibió los mejores votos tanto de los jurados como del público, y se ubicó en el segundo puesto general en la gran final, perdiendo finalmente ante Chanel Terrero y su canción «SloMo».

## Impacto y recepción
La canción fue seleccionada como banda sonora de un programa de Telecinco. Varios políticos, incluidos ministros del gobierno de Pedro Sánchez, expresaron su apoyo a la canción, mientras que desde la derecha política, los líderes del Partido Popular y miembros de Vox atacaron la canción.
«Ay mamá» obtuvo un gran reconocimiento, y ha llegado a alcanzar el puesto número 2 en el Top 50 de España en Spotify, el número 2 en Apple Music España, el número 1 en Amazon Music España y el número 1 en Youtube España.[cita requerida] El 8 de febrero de 2022, además, alcanzó la posición nº1 en la lista oficial de España (PROMUSICAE) y obtuvo la certificación de oro. Más tarde alcanzaría las 60 mil copias obteniendo la certificación de platino.
La canción fue utilizada como himno oficioso durante muchas de las manifestaciones feministas del 8 de marzo, Día Internacional de la Mujer, en España.

## Portada
Según ha comentado la propia artista en varias entrevistas, la portada del disco representa la carta de la Emperatriz, la cual es un arcano mayor del Tarot de Marsella. Para ella es un símbolo de libertad y poder y además es una carta con la que se ha relacionado de forma personal a lo largo de su carrera musical.

## Vídeo musical
El 25 de abril de 2022, Rigoberta Bandini anunció en redes sociales que el 1 de mayo, precisamente en al celebración del día de la madre en España, se publicaría el vídeo musical de la canción.

## Versiones
El 26 de abril de 2022, Rigoberta Bandini anunció por sorpresa por redes sociales que a las 00:00 el 27 de abril se publicaría «Ay Mamá (Génesis)» en distintas plataformas, la primera versión enviada como candidatura a para el Benidorm Fest 2022. Esta difiere "radicalmente" bastante en su sonido y producción de la versión finalmente presentada en palabras de la propia autora.

### Versiones de otros artistas
El cantante Mario Jefferson versionó la canción en su canal de YouTube en la cual imitaba las voces de distintos artistas como Dani Martín, Shakira, Camela o Amaral, entre otros.

## Posicionamiento en listas

### Semanales
| País   | Lista      | Mejor posición | Ref.   |
| ------ | ---------- | -------------- | ------ |
| España | PROMUSICAE | 1              | [ 10 ] |

### Certificaciones
| País   | Organismo certificador | Certificación | Ventas certificadas | Ref.   |
| ------ | ---------------------- | ------------- | ------------------- | ------ |
| España | PROMUSICAE             | Platino       | 60 000              | [ 10 ] |